# Asterivora inspoliata
Asterivora inspoliata là một loài bướm đêm thuộc họ Choreutidae. Nó được tìm thấy ở New Zealand.